# 素顔の私
『素顔の私』（すがおのわたし）は、1979年4月5日に発売された八神純子の2枚目のアルバム。オリコンチャートで自身初となる1位を獲得した。
八神の楽曲では最大のシングルセールスとなった「みずいろの雨」をはじめ、全10曲を収録する。

## 収録曲

### SIDE A
1. バースデイ・ソング (3分26秒)
作詞・作曲：八神純子、編曲：戸塚修
2. 明日に向かって行け (4分51秒)
作詞：八神純子、作曲：八神純子・大村雅朗、編曲：大村雅朗
3. 揺れる気持ち (4分13秒)
作詞・作曲：八神純子、編曲：大村雅朗
4. みずいろの雨 (3分29秒)
作詞：三浦徳子、作曲：八神純子、編曲：大村雅朗
5. 夜間飛行 (6分24秒)
作詞：八神純子、作曲：後藤次利、編曲：後藤次利

### SIDE B
1. アダムとイブ (3分24秒)
作詞：三浦徳子、作曲：八神純子、編曲：戸塚修
2. そっと後から (4分9秒)
作詞・作曲：八神純子、編曲：後藤次利
3. ハロー・アンド・グッドバイ  (3分22秒)
作詞：Kelly Stevens（訳詞：片桐和子）、作曲：William Tragesser、編曲：大村雅朗
4. 渚 (3分47秒)
作詞・作曲：八神純子、編曲：大村雅朗
5. DAWN (7分45秒)
作詞：山川啓介、作曲：八神純子、編曲：青山徹・大村雅朗

## 参加ミュージシャン
- キーボード、ボーカル、パーカッション - 八神純子
- ドラムス - 林立夫、高橋幸宏、島村英二、ロバート・ブリル(Robert Brill)、古田たかし
- エレクトリック・ベース - 武部秀明、関政雄、後藤次利
- エレクトリック・ギター - 青山徹、鈴木茂、松原正樹、矢島賢
- アコースティック・ギター - 笛吹利明
- キーボード - 渋井博、田代マキ、大村雅朗、見岳章
- パーカッション - 斎藤ノブ、ペッカー、中島御、金山功、納見義徳
- ホーン - 村岡健、数原晋、新井英治、篠原猛
- ストリングス - トマトグループ
- コーラス - 戸塚修、浜田良美、麦踏コーラス隊

## リリース日一覧
| 地域 | リリース日     | レーベル                               | 規格                   | 規格品番   | 備考                       |
| ---- | -------------- | -------------------------------------- | ---------------------- | ---------- | -------------------------- |
| 日本 | 1979年4月5日   | ディスコメイトレコード                 | 30cmLP                 | DSF-5014   | STEREO                     |
| 日本 | 1979年4月5日   | ディスコメイトレコード                 | カセット               | DCF-1510   | STEREO                     |
| 日本 | 1979年4月5日   | ディスコメイトレコード                 | カセット               | DMF-3302   | STEREO, METAL TAPE         |
| 日本 | 1984年6月21日  | ディスコメイトレコード                 | 12cmCD                 | CDF-6      | STEREO                     |
| 日本 | 1989年12月21日 | NEC Avenue                             | 12cmCD                 | N24C-37    | STEREO                     |
| 日本 | 1996年3月21日  | コンチネンタル                         | 12cmCD                 | TECN-15345 | STEREO                     |
| 日本 | 2001年12月19日 | ヤマハミュージックコミュニケーションズ | 12cmCD                 | YCCU-00004 | STEREO                     |
| 日本 | 2003年3月26日  | ヤマハミュージックコミュニケーションズ | デジタル・ダウンロード | 76020422   | iTunes Store               |
| 日本 | 2007年11月21日 | ビクターエンタテインメント             | 12cmCD                 | VICL-62664 | 紙ジャケット               |
| 日本 | 2010年6月16日  | ビクターエンタテインメント             | 12cmCD                 | VICL-70087 | デジタルリマスター、SHM-CD |